# 尚永王
尚永（琉球語：／  ?；1559年—1588年）是琉球國第二尚氏王朝第六代國王。他是尚元王的第二王子。1573年至1588年在位。神號英祖仁耶添按司添（琉球語：／ ），又作日豐操王（琉球語：〔〕／ ）。
原為阿應理屋惠王子。1572年，其父尚元王薨。因為尚元的長子尚康伯（久米具志川王子朝通）不是正妃所生，群臣遂擁立次子尚永繼位。1579年（萬曆七年），明朝遣使封尚永為王。
1588年11月25日，30歲的尚永王逝世。由於他沒有兒子，群臣擁立他的長女婿、小祿御殿的尚寧（第三代國王尚真王長子：尚維衡（浦添王子朝滿）的曾孫、尚懿（与那城王子朝賢）之子。母為尚永之妹）為王。

## 家族
- 父 尚元王
- 母 真和志聞得大君加那志 (號梅岳。第三代聞得大君)
- 妃 島尻佐司笠按司加那志（童名真滿金。號神功。父為與那霸殿内一世北谷王子朝理）
- 夫人
  - 前東之按司（父為金氏具志頭親方能安金國鼎）
  - 西之按司（父為葛氏謝名親方秀信葛可昌）
- 子女
  - 長女 阿應理屋惠按司加那志（童名真錢金。號蘭叢。尚寧王之妃。母為妃）
  - 次女 聞得大君加那志（號月嶺。母為妃。小祿御殿支流四世大里王子朝長尚熙之妻。第四代聞得大君）

## 登場作品
- 「琉球之風」（1993年1月～6月、NHK大河劇、演員：尾上菊五郎）

| 尚永王        |                                      |               |
| 前任： 尚元王 | 第六代第二尚氏王朝國王 1573年—1588年 | 繼任： 尚寧王 |
| 前任： 尚元王 | 第十六代琉球國中山王 1573年—1588年   | 繼任： 尚寧王 |